# Secretaría de Estado de Economía y Apoyo a la Empresa
La Secretaría de Estado de Economía y Apoyo a la Empresa (SEEAE) de España es el órgano superior del Ministerio de Economía, Comercio y Empresa que asume las funciones relativas a la tesorería del Estado, la gestión de la deuda pública, la política financiera y la regulación de entidades financieras, los mercados de capitales, seguros y reaseguros, la capitalización y fondos de pensiones, la política de prevención del blanqueo de capitales y la representación en las instituciones financieras internacionales y en los correspondientes foros internacionales económicos y financieros.
También se encarga de la orientación, propuesta, coordinación y seguimiento de ejecución de la política económica y de las políticas sectoriales, los análisis y previsiones macroeconómicos, el análisis de la evolución de la productividad de los factores de producción, así como la necesaria interlocución sobre estos asuntos con la Unión Europea y con los demás organismos económicos y financieros internacionales.

## Historia
La Secretaría de Estado de Economía se crea por primera vez en la reforma administrativa de 1982 bajo la denominación de Secretaría de Estado de Economía y Planificación. De este órgano superior dependía la Secretaría General de Economía y Planificación y las direcciones generales de Planificación, de Coordinación del Plan, de Política Económica, de Previsión y Coyuntura, del Instituto Nacional de Estadística, del Tesoro y Política Financiera, y de Seguros.
No sufrió mayores cambios hasta 1986, cuando pasó a denominarse Secretaría de Estado de Economía y las direcciones generales de Planificación y de Coordinación del Plan pasaron a la nueva Secretaría General de Planificación y Presupuestos. Un año más tarde se añadía la Dirección General de Incentivos Económicos Regionales. A partir de 1989 el Instituto Nacional de Estadística dejó de ser una dirección general para convertirse en un organismo autónomo adscrito a la Secretaría de Estado. En 1991 se integró en este órgano superior la Dirección General de Transacciones Exteriores a través de la Secretaría General de Economía Internacional y Competencia.
En 1993 la estructura aumentó considerablemente, pasando a tener siete direcciones generales (el Tesoro y Política Financiera, de Seguros, de Política Económica, de Previsión y Coyuntura, de Incentivos Económicos Regionales, de Defensa de la Competencia, y de Economía Internacional y Transacciones Exteriores). La siguiente reforma, en 1996, adscribió a este órgano superior el Tribunal de Defensa de la Competencia y se suprimieron las direcciones generales de Previsión y Coyuntura, y de Incentivos Económicos Regionales.
En 2000 sus competencias aumentaron considerablemente pasando a denominarse Secretaría de Estado de Economía, de la Energía y de la Pequeña y Mediana Empresa pasando a tener una secretaría general de Política Económica y Defensa de la Competencia de la que dependían las direcciones generales de Política Económica y de Políticas Sectoriales, y cuatro direcciones generales que dependían directamente de la secretaría de Estado (del Tesoro y Política Financiera, de Seguros y Fondos de Pensiones, de Política de la Pequeña y Mediana Empresa, y de Política Energética y Minas). En 2004 recuperó la denominación de Secretaría de Estado de Economía asumiendo las direcciones generales de Financiación Internacional y de Defensa de la Competencia, y perdiendo las relacionadas con la política energética y de PYMEs. Apenas dos años más tarde se creó la Secretaría General de Política Económica y Defensa de la Competencia que agrupaba las competencias del sector de actividad administrativa de política económica y de defensa de la competencia.
La actual denominación y estructura de la Secretaría de Estado de Economía y Apoyo a la Empresa fue adquirida con el cambio de gobierno de finales de 2011. Esta reforma supuso la creación de la Secretaría General del Tesoro que asumía la Dirección General del Tesoro. Asimismo, las direcciones generales de Política Económica y de Análisis Macroeconómico y Economía Internacional pasaron a depender directamente de la Secretaría de Estado. Tras más de una década sin cambios, a finales de 2023 se recuperó la Dirección General de Financiación Internacional —integrada en la Secretaría del Tesoro—, y asumió competencias relacionadas con la evaluación de políticas públicas, a través del Instituto para la Evaluación de Políticas Públicas, adscrito a la Dirección General de Política Económica.

## Estructura
De la Secretaría de Estado de Economía y Apoyo a la Empresa dependen los siguientes órganos directivos:
- La Secretaría General del Tesoro y Financiación Internacional, con rango de Subsecretaría.
  - La Dirección General del Tesoro y Política Financiera.
  - La Dirección General de Financiación Internacional.
- La Dirección General de Política Económica.
- La Dirección General de Análisis Macroeconómico.
- La Dirección General de Seguros y Fondos de Pensiones.

Asimismo, del Secretario de Estado de Economía y Apoyo a la Empresa depende directamente el Gabinete, como órgano de asistencia inmediata al Secretario de Estado, con nivel orgánico de subdirección general.
Para el asesoramiento jurídico de la Secretaría de Estado de Economía y Apoyo a la Empresa existirá una Abogacía del Estado, integrada orgánicamente en la del departamento.

### Organismos adscritos
- La Comisión de prevención del blanqueo de capitales e infracciones monetarias (CPBC), cuya presidencia ostenta.
  - El Servicio Ejecutivo de la CPBC (SEPBLAC).
- El Instituto Nacional de Estadística (INE).
- El Instituto de Crédito Oficial (ICO).
- El Consejo de la Productividad de España.

Se relacionan con el Ministerio, a través de esta Secretaría de Estado, a meros efectos organizativos y presupuestarios, las autoridades administrativas independientes siguientes:
- La Comisión Nacional de los Mercados y la Competencia (CNMC).
- La Comisión Nacional del Mercado de Valores (CNMV).
- El Fondo de Reestructuración Ordenada Bancaria (FROB).

## Presupuesto
La Secretaría de Estado de Economía y Apoyo a la Empresa tiene un presupuesto asignado de 4 506 618 870 € para el año 2023. Es el órgano que asume la mayor parte del presupuesto del Ministerio de Asuntos Económicos, si bien esto se debe a la adscripción (a meros efectos presupuestarios) de la CNMC, autoridad administrativa independiente para el control de la competencia. También destacar que, tanto el ICO como la CNMV se financian mayoritariamente por recursos propios y el Servicio Ejecutivo de la CPBC se financia a través del presupuesto del Banco de España.
De acuerdo con los Presupuestos Generales del Estado para 2023, la SEEAE participa en ocho programas:
| N.º Programa                                 | Programa | Dotación        | Ref.   |
| -------------------------------------------- | --- | --------------- | ------ |
| 493M                                         | Dirección, control y gestión de seguros a través de la Dirección General de Seguros y Fondos de Pensiones                                            | 19 064 580 €    | [ 15 ] |
| 923C                                         | Elaboración y difusión estadística a través del Instituto Nacional de Estadística                                                                    | 192 789 170 €   | [ 16 ] |
| 923O                                         | Gestión de la Deuda y de la Tesorería del Estado a través de la Secretaría General del Tesoro y Financiación Internacional                           | 63 103 430 €    | [ 17 ] |
| 923P                                         | Relaciones con Instituciones Financieras Multilaterales a través de la Secretaría General del Tesoro y Financiación Internacional                    | 519 834 660 €   | [ 18 ] |
| 923Q                                         | Dirección y Servicios Generales de Economía y Empresa                                                                                                | 4 709 990 €     | [ 19 ] |
| 931M                                         | Previsión y política económica | 15 253 070 €    | [ 20 ] |
| 931M                                         | Previsión y política económica a través de la Dirección General de Política Económica                                                                | 2 927 390 €     | [ 20 ] |
| 931M                                         | Previsión y política económica a través de la Dirección General de Análisis Macroeconómico                                                           | 2 502 180 €     | [ 20 ] |
| Organismos independientes adscritos          | |                 |        |
| 425A                                         | Normativa y desarrollo energético a través de la Comisión Nacional de los Mercados y la Competencia                                                  | 3 514 141 750 € | [ 21 ] |
| 491N                                         | Normativa y desarrollo energético a través de la Comisión Nacional de los Mercados y la Competencia                                                  | 110 000 000 €   | [ 22 ] |
| 492M                                         | Defensa de la competencia en los mercados y regulación de los sectores productivos a través de la Comisión Nacional de los Mercados y la Competencia | 62 292 650 €    | [ 23 ] |
| Total presupuesto de la Secretaría de Estado | Total presupuesto de la Secretaría de Estado | 4 506 618 870 € |        |

## Titulares
Actualmente, la persona titular de la Secretaría de Estado de Economía y Apoyo a la Empresa forma parte de la Comisión Delegada del Gobierno para Asuntos Económicos y ejerce las funciones de secretaría de dicha Comisión.
- Miguel Ángel Fernández Ordóñez (1982-1986)
- Guillermo de la Dehesa Romero (1986-1988)
- Pedro Pérez Fernández (1988-1993)
- Alfredo Pastor Bodmer (1993-1995)
- Manuel Conthe Gutiérrez (1995-1996)
- Cristóbal Montoro (1996-2000)
- José Folgado Blanco (2000-2002)
- Luis de Guindos (2002-2004)
- David Vegara Figueras (2004-2009)
- José Manuel Campa (2009-2011)

- Fernando Jiménez Latorre (2011-2014).[24]
- Íñigo Fernández de Mesa Vargas (2014-2016)
- Irene Garrido Valenzuela (2016-2018)
- Ana de la Cueva (2018-2021)[25]
- Gonzalo García Andrés (2021-2024)[26]
- Israel Arroyo Martínez (2024-presente)[27]